# Jordanita kurdica
Jordanita kurdica là một loài bướm đêm thuộc họ Zygaenidae. Loài này có ở tây nam Thổ Nhĩ Kỳ và miền tây Iran.
Chiều dài cánh trước là 15,5–17 mm đối với con đực và khoảng 11,5 mm đối với con cái. Con trưởng thành bay từ tháng 6 đến tháng 7.